# INAH-3
INAH-3全稱前下視丘間質核-3（third interstitial nucleus of the anterior hypothalamus），是人類下視丘的一個核。此神經核屬於性别二态核，男性的INAH-3體積比女性的大許多，且同性戀男性的INAH-3大小比異性戀男性小，而與女性的大小接近。

## 相關研究

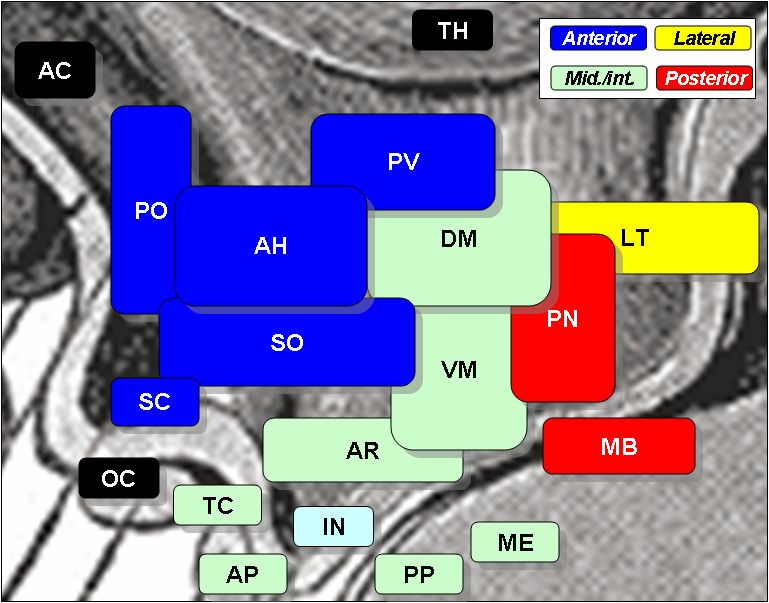
下視丘的分區，其中左上角的PO即為視前區（preoptic area）

前下視丘間質核（INAH）的概念最早於1989年由加利福尼亞大學洛杉磯分校的研究人員提出，指人類視前區-下視丘前部（preoptic-anterior hypothalamic area，PO-AHA）新發現的4個神經核，即INAH-1、INAH-2、INAH-3與INAH-4，其中男性的INAH-3體積約為女性的2.8倍大。
1991年，美國神經生物學家西蒙·列維在《科學》期刊發表論文指出INAH-3可能為與性傾向有關的關鍵腦區，同性戀男性的INAH-3體積比異性戀男性的小，而與女性的大小相似。列維提出解釋此差異的三個假說，一為同性戀與異性戀男性的INAH-3大小在出生前或嬰兒時期即具差異，進而影響個體的性傾向；二為其體積差異為後天造成，即個體的性感受與行為塑造了INAH-3的大小差異；三為此差異與性傾向並不直接相關，而是特定干擾因素所致。其中他認為第一個假說最為可能，且基於大鼠實驗的結果而認為第二個假說為真的可能性不大。後續研究發現同性戀男性的INAH-3較小是神經纏繞較緊密造成，其INAH-3的神經元總截面積與神經元總數並不小於異性戀男性，且HIV病毒感染對INAH-3的大小沒有影響。
另外還有研究探討INAH-3與性別認同的關聯。荷蘭神經生物學家迪克·斯瓦普發現跨性別女性的INAH-3體積與生理女性相似，而跨性別男性的INAH-3體積則與生理男性相仿。

## 腳註
1. ↑  PO-AHA的功能包括調控促性腺激素的分泌、母性行為（英语：Maternal behavior in vertebrates）與性相關行為。